# MCST
El Moscow Center of SPARC Technologies más conocido por sus siglas MCST (del ruso: акционерное общество (АО) «МЦСТ») es una empresa de investigación y de fabricación de microprocesadores de alto rendimiento universales y sistemas informáticos rusa con sede en Moscú. Actualmente es una Sociedad Anónima.
MCST surge en 1992 tomando como base la División Computadoras del Instituto de Mecánica de Precisión e Ingeniería Informática SA Lebedev (ITM TC) (en ruso “Institut Tochnoi Mekhaniki i Vychislitel'noi Tekhniki”, ITMiVT) de Moscú, uno de los principales centros de investigación y desarrollo de computación e informática de la URSS en el que crearon máquinas tan importantes en el desarrollo informático y de la ciencia en general como la BESM o la M-20 y en que trabajó el científico soviético Serguéi Alekseevich Lébedev durante más de 20 años.
El MCST se basa en la gran tradición y experiencia obtenidas en los años de investigación y desarrollo que dieron lugar a relevantes e importantes computadoras como las de la serie BESM o el microprocesador Elbrus.
Se llevaron adelante los principios de la arquitectura de la computadora, utilizado por nuestros compiladores de gran optimización, ofrece compatibilidad binaria con la plataforma x86 y la seguridad de la programación, oportunidades significativas se desarrollan los sistemas operativos estándar.
Se presta especial atención al equipo del proyecto lograr la máxima velocidad de computación y la fiabilidad de los recursos informáticos. Debido a estas propiedades, desarrollados por las herramientas de cómputo se han convertido en la base para seguir y determinó una serie de sistemas de importancia nacional.
Es uno de los principales proveedores de procesadores y ordenadores para el gobierno ruso en todas sus áreas de actuación, investigación y defensa. Proveyendo a Rusia de independencia tecnológica en microelectrónica.

## Historia
En abril de 1992 se crea, sobre la base del equipo de desarrollo del Elbrus-3 del Instituto de Mecánica de Precisión e Ingeniería Informática Lebedev de Moscú, la empresa "El Centro de Moscú para SPARC tecnologías" conocida por las siglas "MCST" que posteriormente se convirtió en una Sociedad Anónima con el apoyo financiero de la compañía estadounidense Ditsel (cofundadora de Transmeta), impulso está operación Boris A. Babayan, que abandonaría la empresa en el año 2004.
En una estrategia comercial se crearon varias empresas; "Elbrus 2000", "Elbrus Internacional", que en conjunto formaron una compañía "Elbrus MTSCT". "Elbrus 2000" era la empresa distribuidora, "Elbrus internacional" mantenía las pantentes que se concentraban en el procesador Elbrus2K y "Elbrus MTSCT" colaboraba con empresas extranjeras como Sun Microsystems y Transmeta, así como con el gobierno ruso.
En el año 2004 la empresa sufre un éxodo masivo de sus trabajadores (se estima que se van en ese tiempo entre 300 y 500 personas) que son contratados por Intel, entre ellos Borís A. Babayán que se hace cargo del desarrollo de un importante procesador en la filial de Intel en Rusia, provocado por la falta de financiación que impedía montar modernas plantas productoras de circuitos integrados. Hay rumores de que la empresa iba a pasar a ser parte de Intel pero no se llega a concretar ese punto.
El 4 de junio de 2004 se crea la Sociedad Anónima y, basándose en algunos de los investigadores relevantes que no se fueron, como Aleksandr K. Kim, V. M. Feldman y V. Yu. Volkonsky buscaron nuevos investigadores entre las promociones de las universidades y escuelas de Rusia consiguiendo reconstituir la plantilla de investigadores y realizar nuevos proyectos.
En el año 2006 se une a la INEUM im. I.S.Bruka (Instituto de Máquinas Electrónicas de Control, en ruso  Институт Электронных Управляющих Машин (Institut Elektrónnyj Upravlyáuschij Mashín)) creado en 1958 por Isaak Semiónovich Bruk y especializado en computadoras para sistemas de control y parece, aunque no hay confirmación oficial, que tiene acuerdos de fabricación con la empresa de Taiwán "Taiwan Semiconductor Manufacturing Company" (TSMC) importante empresa de implementación física de los diseños de microprocesadores.
En el año 2011 la compañía tiene en plantilla a más de 300 profesionales que realizan desarrollos de tecnología informática avanzada, de arquitectura y diseño de microprocesadores así como de ordenadores y software. Entre su personal hay profesionales galardonados con varios premios (3 Premios Lenin, 5 Premios del Estado, 2 Trabajador de Honor de la Ciencia, 9 constructor de Honor de la Federación de Rusia y 7 Premios honorífico de Industria de Ingeniería Mecánica y de Comercio de la Federación de Rusia). La mayor parte del personal tiene menos de 30 años de edad y son graduados de las diferentes universidades y escuelas de ingeniería de Moscú.
La compañía participa activamente con diferentes escuelas y universidades desarrollando proyectos conjuntos de investigación y trabajo.

## Actividades
Las actividades principales de MCST se centran en las áreas de informática y electrolítica avanzadas, entre ellas están:
- Investigación y desarrollo de arquitecturas de microprocesador, con desarrollos en las reglas profundas submicrónicas.

- Diseño de equipos basados en microprocesadores, sistemas, controladores de memoria, incluyendo el desarrollo de la documentación del producto para el fabricante.

- Diseño de las computadoras con tolerancia a fallos y sistemas multiprocesador, basado en microprocesadores de propiedad en varias clases, servidores, estaciones de trabajo, ordenadores personales, etc.

- Diseño de los módulos de la computadora y los dispositivos lógicos.

- Diseño de compiladores de alta optimización y compiladores binarios.

- Desarrollo de sistemas operativos, incluyendo los sistemas operativos en tiempo real y sistemas operativos con una interfaz de Unix (Posix).

La compañía cuenta con 35 patentes en los Estados Unidos y 9 en la Federación Rusa. 19 patentes son sobre arquitectura y la microarquitectura de los microprocesadores, 14 sobre tecnología de Compilación y 7 sobre alto rendimiento de diseño de circuitos electrónicos.
- patentes en EE. UU.

## Producción
La MCST produce microprocesadores y ordenadores basados en esos microprocesadores así como software, cuyo principal sistema operativo es el software "Elbrus", creado por la empresa.
Microprocesadores VLIW / EPIC arquitecturas Elbrus (E2K).
- Elbrus E2K (1891VM4YA, tecnología de proceso de 0,13 micras a 300 MHz, 50 millones de transistores, hasta 23 instrucciones por ciclo) año 2007.
- Elbrus-S (1891VM5YA, 90-nm tecnología de proceso, 500 MHz, 90 millones de transistores, 190 mm ²) año 2010.
- Elbrus-2C + (1891VM7YA, 90-nm tecnología de proceso, 2 + 4 core DSP, 500 MHz, 368 millones de transistores, 289 mm ²) para su uso en procesamiento de señales digitales, como el radar, analizadores de imagen, etc.

Microprocesadores arquitectura SPARC
- MCST-R100 (0,5 micras tecnología de proceso, 100 MHz).
- MCST-R150 (1891VM1, 0.35 micras tecnología de proceso, 150 MHz, 2,8 millones de transistores, 100 mm ²) en el año 2001
- MCST-R500 (1891VM2, de 0.13 micras tecnología de proceso, 500 MHz, 4,9 millones de transistores, de 25 mm ²) en el año 2004
- MCST-R500S (1891VM3, de 0.13 micras tecnología de proceso, 2 núcleos, 500 MHz, 45 millones de transistores, de 81 mm²) en el año 2007
- MCST-R1000 (1891VM6YA, 90-nm tecnología de proceso, 4 núcleos a 1 GHz, 180 millones de transistores, 128 mm²) para su uso en dispositivos móviles, sistemas integrados y de alto rendimiento de sistemas informáticos.

Ordenadores
- SPARC: Elbrus-90 mikro línea de computadoras de 1998-2010, basada en microprocesadores de arquitectura de conjunto de instrucciones (ISA) SPARC: MCST R80, R150, R500, R500S, MCST-4R (MCST-R1000) y MCST-R2000 que funcionan a 80, 150, 500, 1000 y 2000 MHz. El Elbrus-90 se utiliza para controlar el sistema de misiles S-400.[3]
- ELBRUS: Elbrus-3M1, (2005) es una computadora de dos procesadores basada en el microprocesador Elbrus 2000 que emplea una arquitectura VLIW que trabaja a 300 MHz. Es un desarrollo posterior del Elbrus 3 de 1986.

Otros productos
- MV3S módulo / C en la base de los circuitos integrados "Elbrus-S»
- Controlador de interfaces de periféricos
- Uniforme de alta controlador HC / C basado en un microprocesador "Elbrus"
- Módulo de CBM / C para aplicaciones industriales
- Módulo del procesador ", MVS / C" sobre la base de los cuatro sistemas en un chip "MCST R-500S»
- Placa base de tamaño pequeño "Monokub".

Software "Elbrus"
El sistema operativo que acompaña a todas la máquinas que se desarrollan en MCST, conocido como Sistema Operativo Elbrus, contiene las siguientes herramientas:
- Optimización de los compiladores para los lenguajes C, C++, Fortran.
- Medios para apoyar a un lenguaje de programación seguro modular y orientado a objetos en C, C++.
- Sistema binario con una plataforma de compilación para la plataforma Intelx86 "Elbrus".
- Sistema operativo.

Compilador de optimización y Paralelización
La arquitectura del microprocesador Elbrus tiene un amplio conjunto de unidades de ejecución en paralelo y controla el funcionamiento en paralelo de las operaciones. Para su aprovechamiento óptimo se ha desarrollado un compilador de optimización que implementa los métodos más modernos y únicos de análisis y paralelización de programas en el ámbito de las operaciones individuales, así como en el nivel de control de flujo.
El sistema de recopilación binario
Posibilita la ejecución de código de la arquitectura x86 de Intel preferido y sin privilegios. Incluye los sistemas operativos MS-DOS, Windows, Linux, QNX, FreeBSD, sin ningún tipo de modificaciones adicionales. También resuelve las aplicaciones gráficas modernas como Microsoft Office, Internet Explorer, y otros, así como ver vídeos en MPEG4 (DivX).
Sistemas operativos
Hay dos sistemas operativos específicos para los ordenadores creados por MCST, estos son:
- OS_E90 basado en sistema operativo, Solaris 2.5.1 - desde el software común TVGI.00330 VC "Elbrus-90 micro".

- OS "Elbrus" TVGI.00316 basado en Linux 2.6.14 para la CE "Elbrus-3M1" y sus modificaciones (en el RGO TVGI.00311) y la CE "Elbrus-90mikro" (en el RGO TVGI.00830). "Elbrus Linux", combina el kernel de Linux y las aplicaciones GNU, así como más de 2000 paquetes de software. Es un desarrollo propietario de MCST, es decir, no se copia a ninguna otra distribución de la familia GNU/Linux, aunque incluye soluciones técnicas de Debian.

La arquitectura original Elbrus requiere el desarrollo de los mecanismos de control originales de interrupción, procesos, memoria virtual, señales, sincronización, control de todos los mecanismos básicos del núcleo. Se ha desarrollado un amplio conjunto de controladores especiales, se ha implementado un medio de organizar varios equipos de sistemas basados en el uso de equipos especiales en todos los sistemas operativos con una interfaz única.
Se han desarrollado para trabajar en tiempo real y han pasado las pruebas a las que han sido sometidos por los mecanismos de control de calidad y eficiencia del gobierno de la Federación Rusa estando certificados por el Ministerio de Defensa en el segundo nivel de control.